# Дорогая копейка
«Дорогая копейка» — советский рисованный мультипликационный фильм, посвящённый прошедшей 1 января 1961 года деноминации советского рубля.

## Сюжет
Никто не ищет потерявшуюся Копейку. Приходится ей самой бежать за своей хозяйкой и проситься обратно, но на неё не обращают внимание. В автомате на копейку не взять стакан газированной воды, даже без сиропа. Позвонить по телефону тоже не получилось. Только мопс-копилка обрадовался Копейке и заманил её к себе, но она не захотела оставаться у него и подговорила своих товарищей на побег. На воле, в музее современных монет, Копейка познакомилась с деньгами разных стран, а в полночь экспонаты ожили и устроили концерт с песнями и плясками.
Конферансье Пенс представлял участников. Реваншист Пфенниг тоже попытался выступить с милитаристским номером, но лопнул от досады. Копейка надумала состязаться с Центом в спортивных соревнованиях, но весовая категория оказалась не та, а до тяжёлого веса немного не хватило.
После радиосообщения о выпуске новых денежных знаков всё изменилось: монетки пошли на перековку в Гознак. Вернувшиеся, потяжелевшие и окрепшие копейки создают электростанции, строят школы, больницы и детские сады. Запускают ракеты, на одной из которых улетела наша героиня, уверяя, что скоро на копейку можно будет купить спички где-нибудь на Луне.

## Создатели
| Автор сценария             | Евгений Агранович |
| Художник-постановщик       | Витольд Бордзиловский |
| Композитор                 | Никита Богословский |
| Оператор                   | Михаил Друян |
| Звукооператор              | Георгий Мартынюк |
| Редактор                   | Аркадий Снесарев |
| Ассистенты режиссёра:      | Л. Ковалевская, Юрий Прытков, Л. Кукина |
| Ассистенты художника:      | О. Меньчукова, В. Тарасов |
| Ассистент оператора        | Н. Наяшкова |
| Художники-мультипликаторы: | Елена Хлудова, Татьяна Таранович, Рената Миренкова, Фаина Епифанова, Марина Восканьянц, Владимир Крумин, Владимир Балашов, Вячеслав Котёночкин, Борис Бутаков, Константин Чикин, Владимир Зарубин, Вадим Долгих, Александр Давыдов |
| Художники-декораторы:      | Вера Валерианова, Гелий Аркадьев, Дмитрий Анпилов, Константин Малышев, Пётр Коробаев |
| Директор картины           | Г. Кругликов |
| Режиссёр-постановщик       | Иван Аксенчук |

## Роли озвучивали
- Копейка — Валентина Туманова
- Пенс — Эраст Гарин
- Цент — Сергей Мартинсон
- Пфенниг — Серафим Аникеев
- Пятак-сторож — Георгий Вицин
- Мопс-копилка — Юрий Хржановский

## Отзыв критика
Аксенчук так же охотно брался и за съёмки фильмов-плакатов, третьей своей жанровой ипостаси. Плакатов тоже разных — пропагандистских, сатирических, поэтических. Откликался на денежную реформу 1961 года — «Дорогая копейка», на полёт Гагарина и Титова — «Слава вам, небесные братья»…— Георгий Бородин. «К 90-летию Ивана Аксенчука»

### Комментарии
1. ↑  Имя и отчество уточнены по персональной странице на сайте Аниматор.ру[3].
2. ↑  Имя уточнено по воспоминаниям Кирилла Малянтовича в журнале «Киноведческие записки» и их анонсу на сайте Аниматор.ру, отчество уточнено по комментариям Бородина к воспоминаниям Малянтовича[4][5].